# G/T
G/T, Abkürzung für englisch gain-to-noise temperature, im Deutschen meist als Empfangsgüte bezeichnet, ist das Verhältnis aus Verstärkung G und Rauschtemperatur T eines Empfangsgeräts. Die Einheit ist 1/K. Wird das Verhältnis in Dezibel angegeben, heißt sie dB/K; diese Bezeichnung ist ein geschlossener Ausdruck, nicht etwa ein Quotient aus dB und K.
Die Empfangsgüte fasst die Qualität der Empfangskette, einschließlich Empfangsantenne und Zwischenverstärker, zusammen.
G/T ist proportional zum Träger-Rausch-Verhältnis C/N:
{\displaystyle G/T={\frac {k_{\mathrm {B} }\cdot B\cdot F}{P_{\text{t}}\cdot G_{\text{t}}}}\cdot C/N}
mit
- Boltzmann-Konstante {\displaystyle k_{\mathrm {B} }}
- Bandbreite B
- Freiraumdämpfung F
- Sendeleistung {\displaystyle P_{\text{t}}}
- Antennengewinn {\displaystyle G_{\text{t}}} des Senders.

Beispiel: Ein Empfänger habe einen Antennengewinn von {\displaystyle G=10\,\mathrm {dB} =10_{\text{linear}}} und eine Rauschtemperatur {\displaystyle T=100\,\mathrm {K} .} Dann beträgt das Verhältnis
{\displaystyle \Rightarrow {\frac {G}{T}}={\frac {10}{100\,\mathrm {K} }}=10^{-1}\,{\frac {1}{\mathrm {K} }}=\mathrm {\frac {-10\,dB}{K}} .}